# Boinville-en-Woëvre
Boinville-en-Woëvre är en kommun i departementet Meuse i regionen Grand Est (tidigare regionen Lorraine) i nordöstra Frankrike. Kommunen ligger i kantonen Étain som tillhör arrondissementet Verdun. År 2022 hade Boinville-en-Woëvre 77 invånare.

## Befolkningsutveckling
Antalet invånare i kommunen Boinville-en-Woëvre
| Referens: INSEE |